# John Stanly

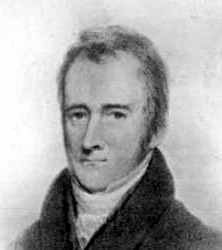
John Stanly

John Stanly (* 9. April 1774 in New Bern, Province of North Carolina; † 2. August 1834 ebenda) war ein US-amerikanischer Politiker. Zwischen 1801 und 1803 sowie nochmals von 1809 bis 1811 vertrat er den Bundesstaat North Carolina im US-Repräsentantenhaus.

## Werdegang
John Stanly war der Vater des Kongressabgeordneten Edward Stanly (1810–1872). Der ältere Stanly erhielt zunächst eine private Ausbildung und studierte danach an der Princeton University. Nach einem anschließenden Jurastudium und seiner 1799 erfolgten Zulassung als Rechtsanwalt begann er in diesem Beruf zu arbeiten. Gleichzeitig schlug er als Mitglied der Föderalistischen Partei eine politische Laufbahn ein. In den Jahren 1798 und 1799 war er Abgeordneter im Repräsentantenhaus von North Carolina.
Bei den Kongresswahlen des Jahres 1800 wurde Stanly im neunten Wahlbezirk von North Carolina in das US-Repräsentantenhaus in Washington, D.C. gewählt, wo er am 4. März 1801 die Nachfolge von David Stone antrat. Bis zum 3. März 1803 konnte er zunächst nur eine Legislaturperiode im Kongress absolvieren. Bei den Wahlen des Jahres 1808 wurde er im vierten Distrikt als Nachfolger von William Blackledge erneut in den Kongress gewählt, wo er zwischen dem 4. März 1809 und dem 3. März 1811 eine weitere Amtszeit verbringen konnte. Danach wurde Blackledge wieder sein Nachfolger.
Nach seinem Ausscheiden aus dem US-Repräsentantenhaus praktizierte Stanly wieder als Anwalt. Zwischen 1812 und 1826 war er mehrfach Abgeordneter im Repräsentantenhaus von North Carolina. Er starb am 2. August 1834 in seinem Heimatort New Bern. John Stanly wurde auch durch ein Duell mit dem früheren Gouverneur Richard Dobbs Spaight bekannt, bei dem im Jahr 1802 Spaight tödlich verwundet wurde. Daraufhin wurden Duelle in North Carolina verboten. 1841 wurde das damals neu geschaffene Stanly County nach John Stanly benannt.